# Stuart (Nebraska)
Stuart je selo u američkoj saveznoj državi Nebraska. Prema popisu stanovništva iz 2010. u njemu je živjelo 590 stanovnika.